# 창원 관해정
창원 관해정(昌原 觀海亭)은 대한민국 경상남도 창원시 마산합포구에 있는 조선시대의 건축물이다. 1983년 1월 8일 경상남도의 문화재자료 제2호로 지정되었다.

## 개요
회원서원이 있었다고 해서 서원곡이라 부르는 무학산 계곡 일대에 관해정이 자리잡고 있다. 회원서원은 조선 중기 학자 한강 정구(1543∼1620)를 추모하는 뜻으로 그의 제자들이 세웠던 곳이다. 조선 고종(재위 1863∼1907) 때 흥선대원군의 서원철폐령으로 없어지고 지금은 관해정만 남아 있다.
건물 규모는 앞면 4칸·옆면 2칸이며, 지붕은 옆면에서 볼 때 여덟 팔(八)자 모양인 팔작지붕이다. 앞에는 440년 묵은 은행나무가 있는데, 정구 선생이 손수 심은 것으로 전한다.
관해정에서는 해마다 음력 3월과 9월에 정구 선생과 그의 제자인 허목 선생께 제사지내고 있다.

## 갤러리

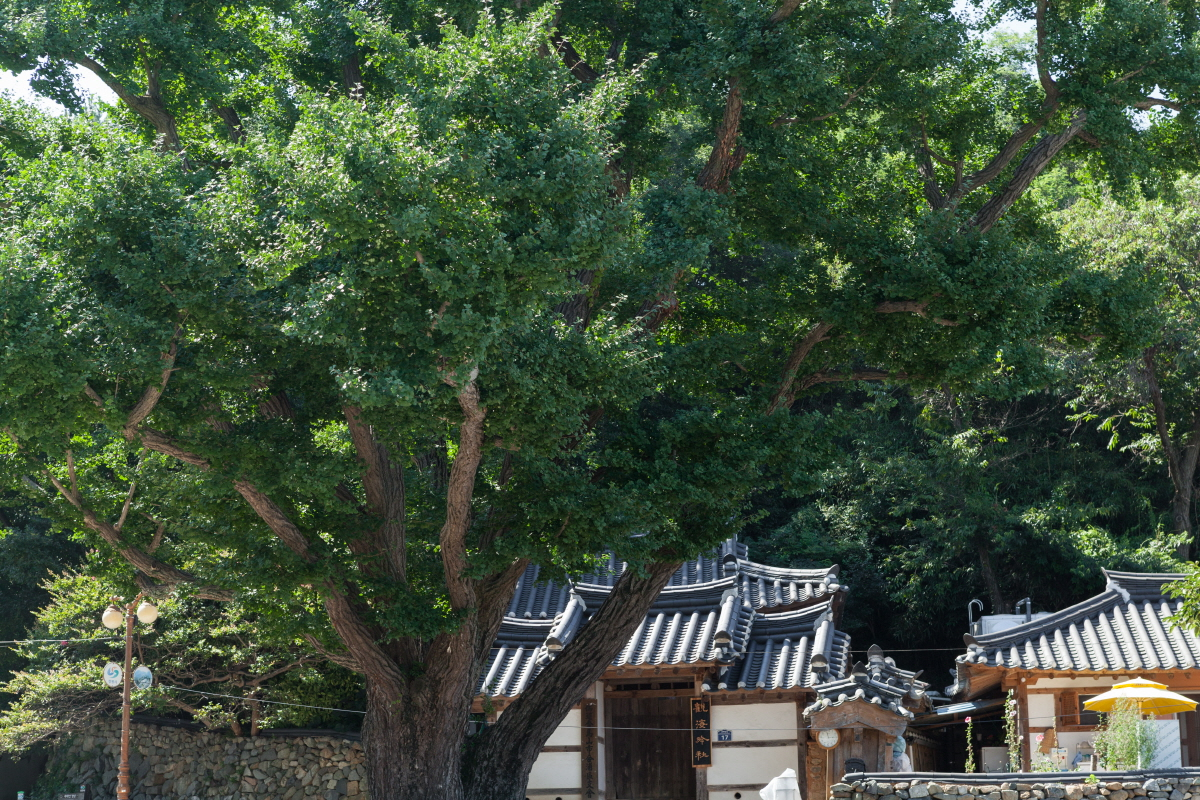
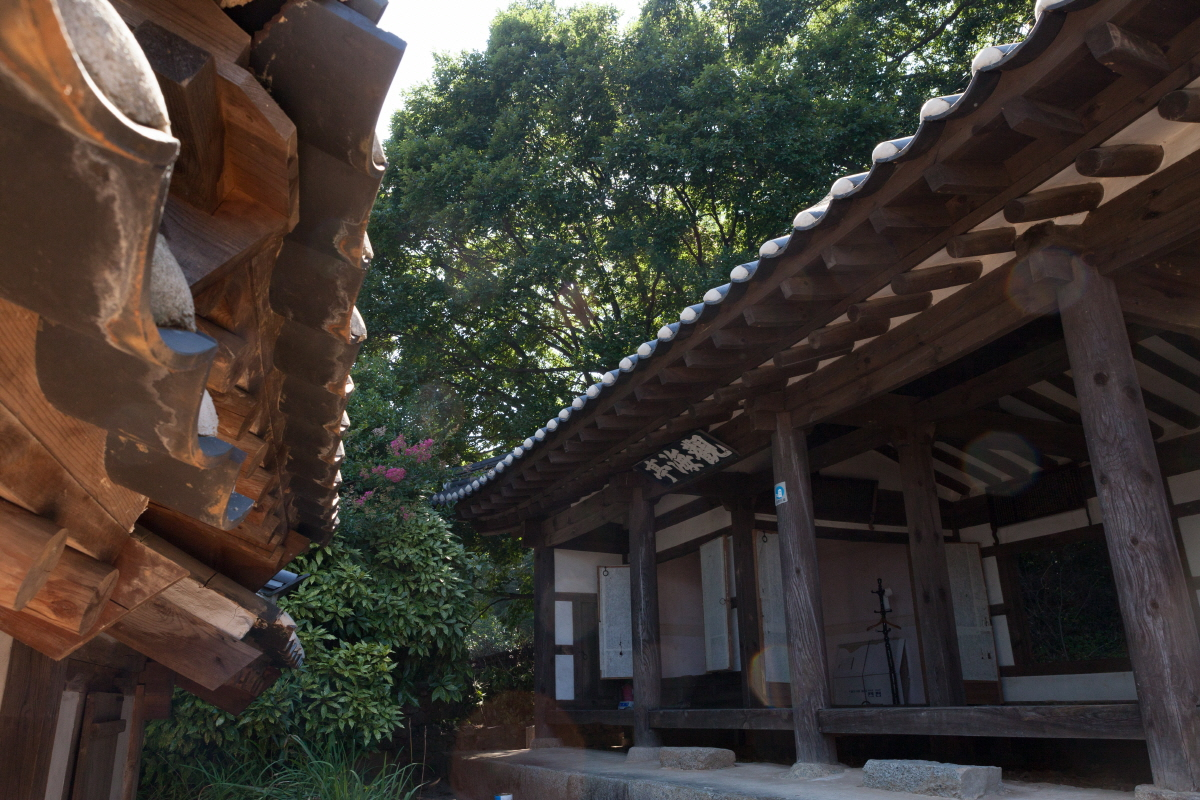
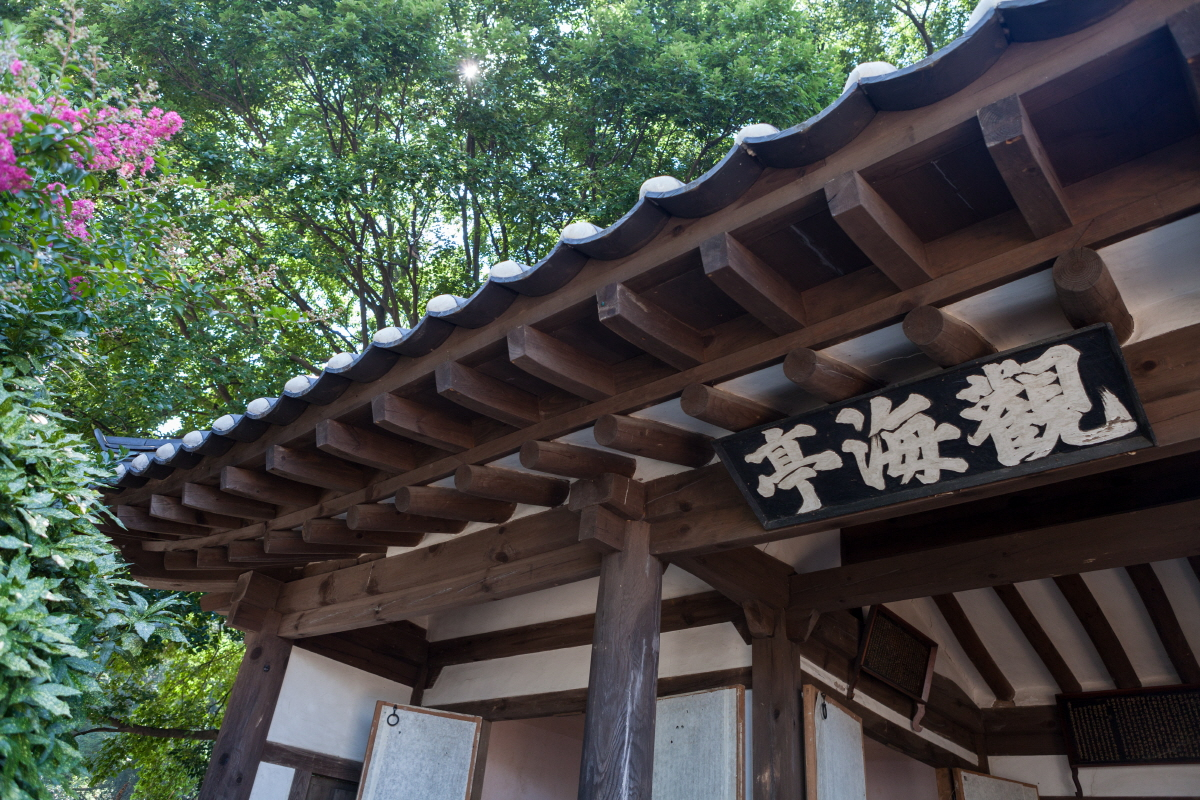
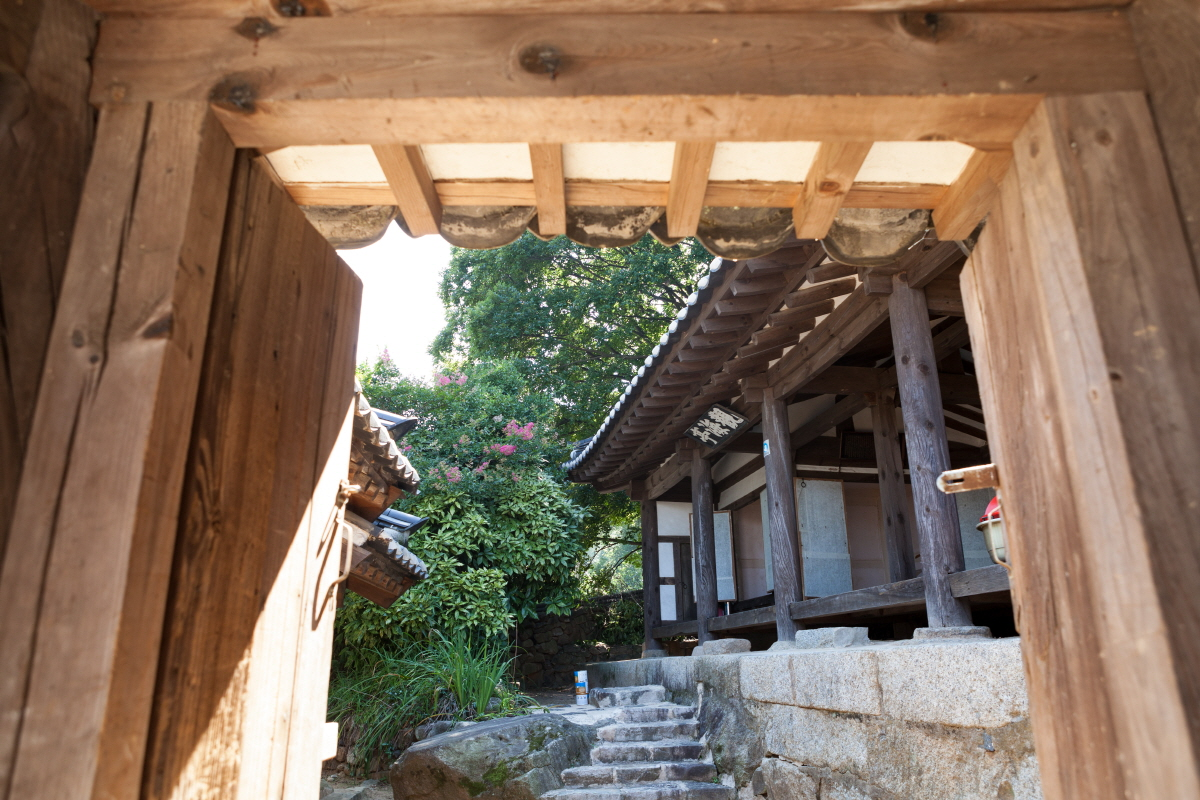

## 같이 보기
- 정구 (1543년)
- 허목

## 참고 자료
- 관해정 - 국가유산청 국가유산포털